# Loena 21
Het onbemande ruimteschip Loena 21 of Loenik 21 (Russisch: Луна-21) landde begin 1973 op de maan en bracht de tweede Sovjet-maanwagen mee, de Loenochod 2. Het belangrijkste doel was: beelden verzamelen van het maanoppervlak; het omringende lichtniveau meten om te beoordelen of astronomische waarnemingen van de maan af mogelijk zijn; experimenten doen met lasers die vanaf de aarde op de maan gericht worden; röntgenstralen van de zon bestuderen, plaatselijke magneetvelden meten en de mechanische eigenschappen van het materiaal aan de oppervlakte bestuderen.

## Beschrijving van de missie
Loena 21 bracht de tweede succesvolle Sovjet-maanwagen Loenochod naar de Maan, minder dan een maand na de laatste Apollo-landing op de Maan. De draagraket SL-12/D-1 bracht het scheepje in een parkeerbaan rond de aarde, van waaruit het in de richting van de maan werd gestuwd. Op 12 januari 1973 remde Loena 21 af en kwam in een baan van 100 tot 90 km boven het maanoppervlak; met een inclinatie van 60 graden. Op 13 en 14 januari werd het laagste punt verlaagd tot 16 kilometer.
Na 40 omlopen werd de remraket aangezet en kwam Loena 21 in een vrije val tot op een hoogte van 750 de stuwraketten vuurden, waardoor de val vertraagd werd tot Loena 21 op een hoogte van 21 meter was gekomen. Op dit punt gingen de belangrijkste stuwers uit en namen de reservestuwers het over. Hierdoor vertraagde de val verder tot het schip 1,5 meter boven de Maan was en men de motor afzette. Loena 21 landde om 23:35 UR in Le Monnier-krater tussen de Mare Serenitatis en de Montes Taurus, op 25,85 graden NB en 30,45 graden OL. Minder dan 3 uur later, 16 januari 01:14 UT, reed de maanwagen het maanoppervlak op.
Deze Loenochod 2 woog 840 kg en was een verbeterde versie van de Loenochod 1. Het wagentje was voorzien van een derde televisiecamera, een verbeterde achtwielaandrijving, en extra wetenschappelijke apparatuur. Aan het slot van zijn eerste dag had Loenochod 2 al meer afstand afgelegd dan Loenochod 1 in zijn hele bestaan.
Op 9 mei rolde de wagen in een krater en raakten zijn radiators en zijn zonnepanelen defect, waardoor de temperatuur ontregeld werd. Pogingen om het wagentje te redden mislukten en op 3 juni maakte het Sovjet-persbureau bekend dat de missie voorbij was. Voor dit laatste contact had Loenochod 80.000 televisieopnamen en 86 panoramaopnamen gemaakt en had honderden mechanische en chemische proeven met de grond gedaan. Bij het besturen van de wagen had men gebruikgemaakt van foto’s die de Apollo 17 had gemaakt.

## Eigendom
Loena 21 en Loenochod 2 zijn in 1993 geveild bij Sotheby’s in New York en daar gekocht door Richard Garriott.